# Aereda
Aereda is een Nederlands muziekproject gecomponeerd en geproduceerd door Martin Scheffer. 
In 1997 kwam het debuutalbum The Arctic: The Journey Begins uit, tevens de soundtrack van de tv-uitzendingen van de Nederlandse Noord-Poolexpeditie. Dit album werd in 2000 opgevolgd door het album From A Long Forgotten Future, dat werd geproduceerd door Dan Lacksman (bekend van de band Telex) en Martin Scheffer. Na het tweede album werd het stil rondom Aereda en kwamen er geen nieuwe nummers meer uit.

## Discografie

### Albums
| Album met eventuele hitnotering(en) in de Nederlandse Album Top 100 | Datum van verschijnen | Datum van binnenkomst | Hoogste positie | Aantal weken | Opmerkingen |
| ------------------------------------------------------------------- | --------------------- | --------------------- | --------------- | ------------ | ----------- |
| The Arctic: The Journey Begins                                      | 1997                  | 10-5-1997             | 55              | 7            | -           |
| From A Long Forgotten Future                                        | 2000                  | 15-04-2000            | 63              | 3            | -           |